# Concept de développement scientifique
Le concept de développement scientifique (« le Concept ») (科学发展观, Pinyin: Kēxué Fāzhǎn Guān) est l’idéologie officielle actuelle du Parti communiste chinois (PCC) pour les questions socio-économiques. Il est présenté par le gouvernement chinois comme une idéologie qui s’inscrit dans l’évolution des idéologies successives allant du marxisme-léninisme, au maoïsme, puis à la théorie de Deng Xiaoping et enfin aux  trois représentations. La paternité de la théorie revient à Hu Jintao et son administration qui prirent le pouvoir en 2002. C’est un nouveau style ajouté au  socialisme aux caractéristiques chinoises ratifié par la constitution du PCC au cours du 17e congrès national du Parti communiste chinois en octobre 2007. L’idéologie est dominée par des concepts égalitaires associant le développement durable, le revenu minimum, une société individualiste, un accroissement de la démocratie  et la création d’une « société harmonieuse ».

## Contexte
Avant que Jiang Zemin, précédent président, ne quitte la présidence, la contribution idéologique de la troisième génération de direction politique avait inscrit en 2002, dans le parti et dans la constitution, la théorie des trois représentations. Cette idéologie, apparemment nouvelle, était en réalité une version plus libérale de la théorie originale de Deng Xiaoping sur le socialisme aux caractéristiques chinoises, et servait plus en rhétorique officielle qu’en pratique. Après son départ de sa fonction de président, Jiang continua à exercer une certaine influence dans les affaires du pays. En raison de la pression populaire et de luttes internes au parti, Jiang abandonna progressivement tout rôle entre 2003 et 2005. En 2005 le nouveau dirigeant, Hu Jintao, avait obtenu un contrôle important sur l’état, le parti et les militaires. Au cours d’une réunion à haut niveau à la résidence d’état de  Diaoyutai à la veille de l’ANP en mars 2005, Hu et ses collègues saisirent l’occasion de réorienter la philosophie du parti en essayant de modifier l’approche de la croissance des problèmes sociaux sérieux et de l’instabilité générale. La conclusion fut mise sur la nécessité d’une nouvelle campagne idéologique pour déplacer l’objectif officiel de “croissance économique” vers l’”harmonie sociale”.
Le président Hu Jintao lança la campagne par un discours à l’ANP appelant à la construction d’une “société harmonieuse”. Il résuma sa conception comme le développement de la « démocratie, le respect de la loi, la justice, la sincérité, la concorde et la vitalité" ainsi qu’une meilleure relation entre le peuple et le gouvernement et aussi une meilleure relation « entre l’homme et la nature".
Derrière ces belles idées se cachaient de réels problèmes sociaux : manque de droits démocratiques, corruption endémique des officiels, un trou béant et croissant entre riches et pauvres, des disparités croissantes entre zones rurales et zones urbaines, un chômage chronique, un record attristant de désastres industriels et une pollution sévère. 
Dans son discours le premier ministre Wen Jiabao promit de dépenser 10.9 milliards de yuan ($US1.3 milliard) pour le “ré-emploi” de travailleurs licenciés et encore 3 milliards de yuans pour améliorer la sécurité du travail, en particulier dans les mines de charbon. Il s’engagea à abolir la taxe du gouvernement central sur l’agriculture qui touche 730 millions de paysans et à fournir des ressources pour l’éducation des enfants pauvres des zones rurales.
Wen fit aussi référence aux quelque 140 millions de migrants ruraux qui forment l’essentiel de la force de travail bon marché de la Chine et promit que leur salaires impayés (estimés à quelques $US12 milliards) leur seraient promptement payés.

## Application
L’application du Concept a reçu des résultats mitigés. Le gouvernement central a dû faire face à une opposition marquée des gouvernements régionaux et de la 'clique de Shanghai'  au sein même du Politburo  qui désiraient mettre plus l’accent sur la croissance économique (en opposition à l’approche plus modérée du Concept qui garde un œil ouvert sur les coûts sociaux du développement).

### Liens connexes
- Ba rong ba chi.
- Socialisme scientifique.
- Socialisme à la chinoise.